# Ceinture plissée du Cap
La ceinture plissée du Cap (en anglais : Cape Fold Belt) est un ensemble de chaînes de montagnes sédimentaires situées dans le Sud de l'Afrique, et en particulier dans la province du Cap occidental en Afrique du Sud. Elle est à rapprocher de la sierra de la Ventana près de Bahía Blanca en Argentine. L'ensemble, essentiellement constitué de calcaire et de grès (les schistes correspondent aux vallées) culmine au Seweweekspoortpiek (traduction en afrikaans du « pic du défilé des Sept semaines »), dans le Swartberg, à 2 325 m d'altitude.

## Les différentes chaînes de montagne

Topographie du Cap occidental.

Les roches plissées du Swartberg.

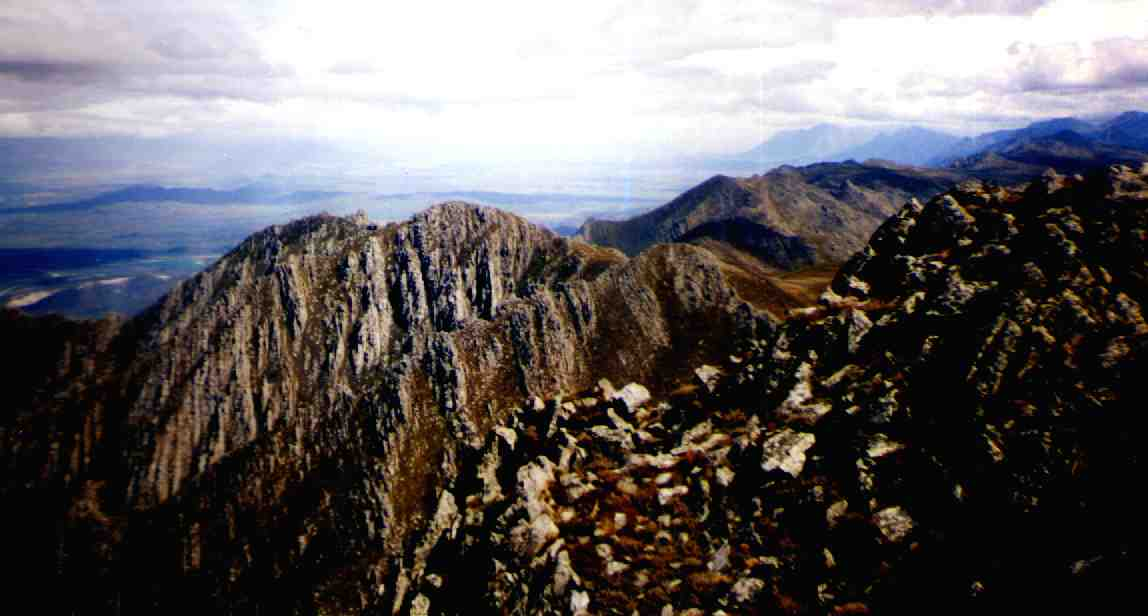
La zone de Keerom Koo de la ceinture du Cap, près de Robertson.

Les principales formations montagneuses sont, d'ouest en est :
- Cederberg (cèdre)
- Monts Olifants River (éléphant)
- Monts Piketberg (piquet)
- Winterhoek (coin d'hiver)
- Skurweberge (sûre ou pentue)
- Monts Hex River (rivière de la sorcière)
- Monts Du Toitskloof (Du Toit, un nom de famille français + kloof, « col »)
- Drakenstein (pierre du dragon)
- Simonsberg (montagne) (de Simon)
- Monts Hottentots-Holland (Hottentot est l’ancien nom des Khoi)
- Monts Kogelberg (en forme de bulle ou de cône)
- Stettynsberge (Stettyn, un nom de famille afrikaner)
- Langeberg (longue)
- Monts Riviersonderend (rivière sans fin)
- Monts Kleinrivier (petite rivière)
- Witteberge (blanche)
- Swartberge (noire)
- Monts Outeniqua (langue locale : lieu du miel)
- Monts Langkloof (long col)
- Monts Kouga (langue locale)
- Monts Tsitsikamma (langue locale : endroit de l'eau abondante)
- Monts Baviaanskloof (col des babouins)
- Zuurberge (sûre ou acide)

## Géologie

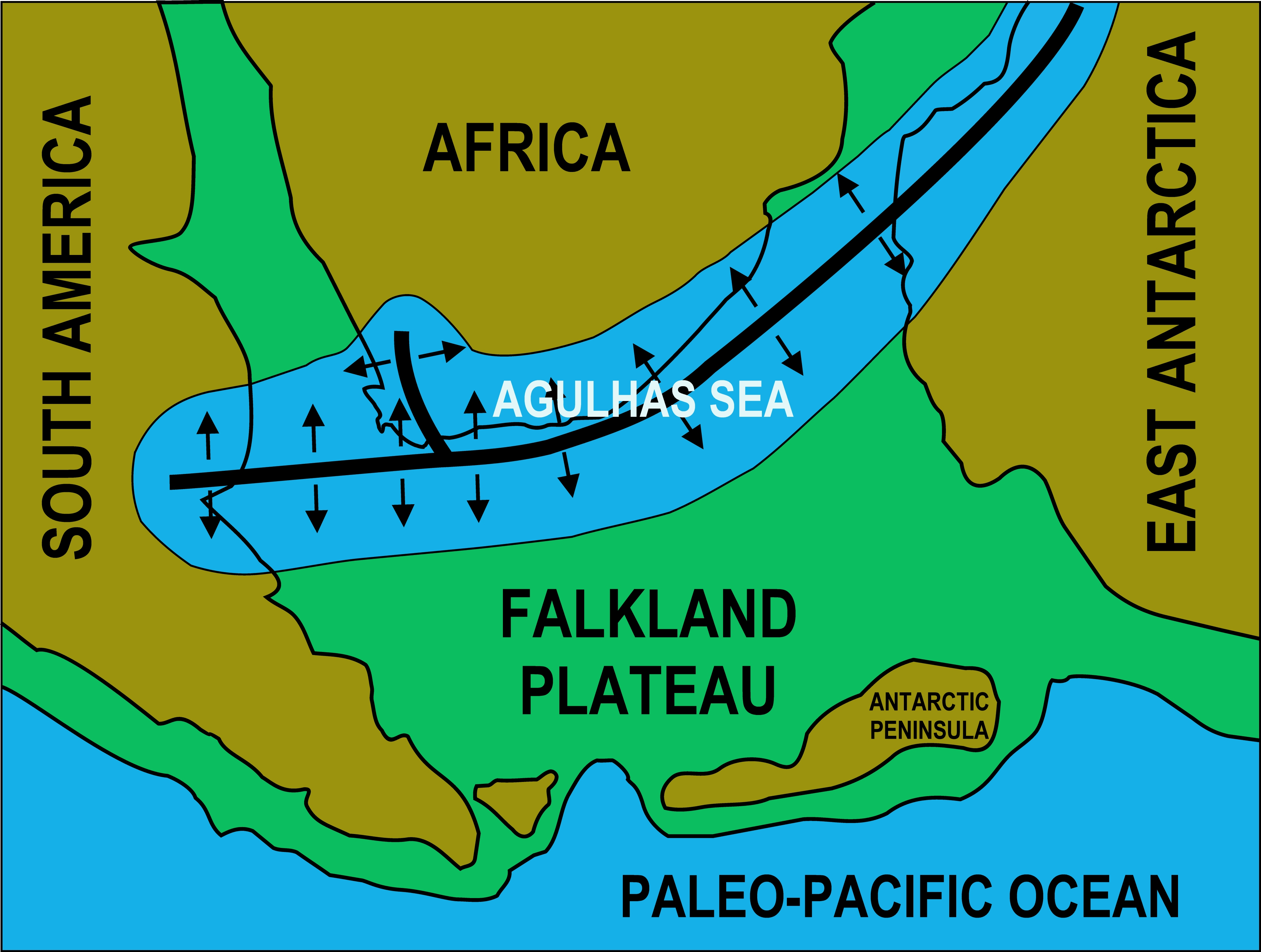
Le sud du Gondwana au cours du Cambrien-Ordovicien. Les continents actuels, issus de la scission du supercontinent, figurent en bistre foncé. Bien que cette partie du Gondwana se trouvait probablement alors de l'autre côté du pôle sud, la rose de vents actuelle a été conservée.

Les roches formant ce massif sont issues de la consolidation des sédiments qui se sont déposés dans un rift du sud du Gondwana, apparu à la pointe sud de l'Afrique Australe au cours de la transition entre le Cambrien et l'Ordovicien (c'est-à-dire entre 510 millions d'années et 330 millions d'années,,). Une couche de sédiments épaisse de 8 km, appelée le Supergroupe du Cap (cf. infra), s'est accumulée au fond de ce rift. Le fossé s'est refermé il y a 330 millions d'années, s'accompagnant d'une zone de subduction le long des côtes méridionales du Gondwana, et la dérive consécutive du plateau des Falkland vers l’Afrique durant le Carbonifère et le début du Permien. Avec la fermeture du rift et le repli du super-groupe du Cap en une succession de chaînes montagneuses parallèles orientées principalement est-ouest (hormis la chaîne la plus occidentale, par suite de la collision avec la Patagonie), la subduction continue de la plaque paléo-Pacifique sous le plateau des Falkland et la collision finale de ce plateau avec l'Afrique australe, un énorme massif montagneux s'est formé au sud de l'ancien rift. Les chaînes du Cap formaient alors les contreforts septentrionaux de ce massif.

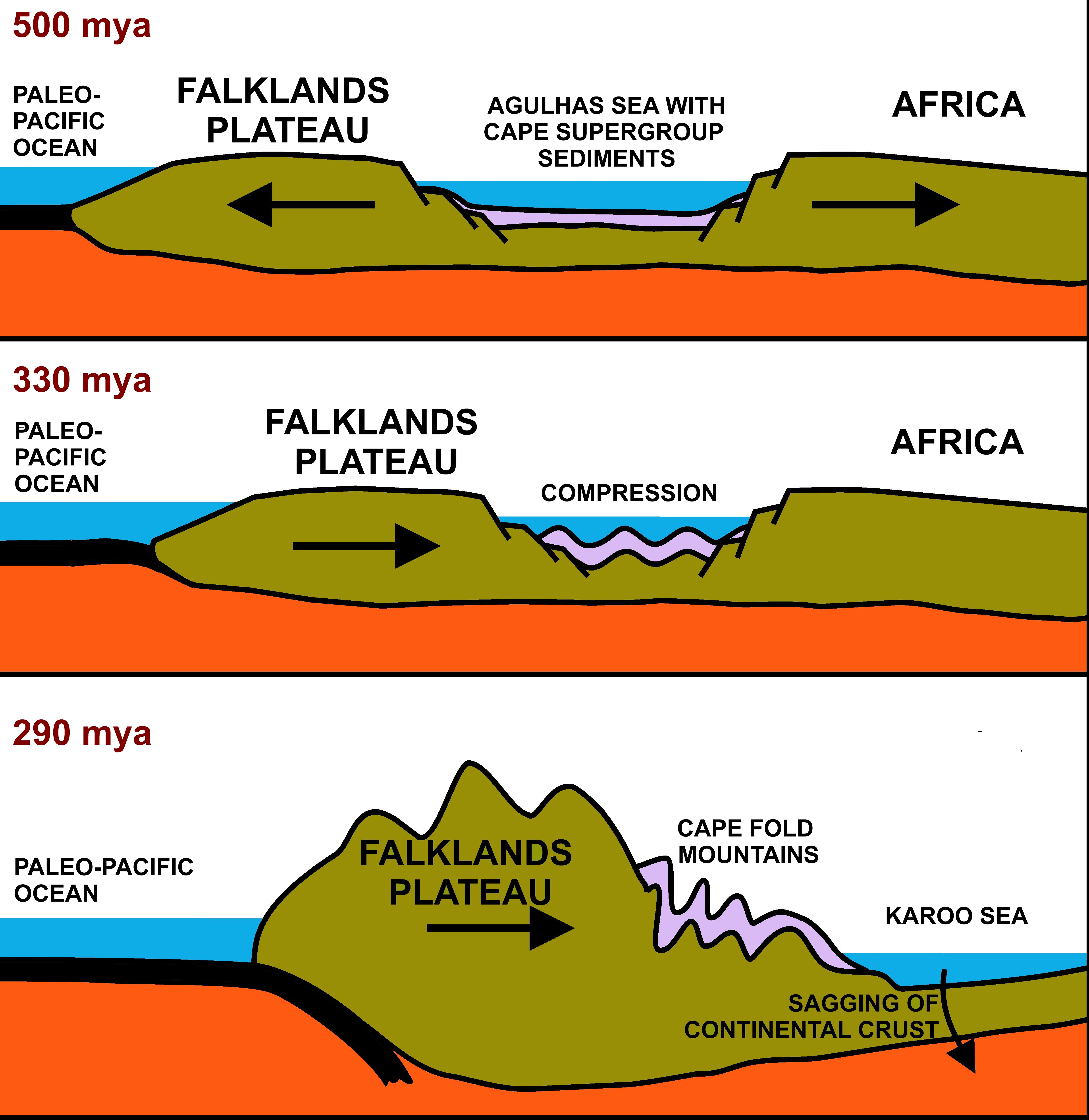
Coupe nord-sud de la mer des Agulhas (du haut vers le bas : il y a 510 millions d'années ; dérive nord du plateau des Falkland ; subduction de la plaque Pacifique sous le plateau des Falkland) : en bistre foncé, les plates-formes continentales avec la subduction de la plaque du Pacifique (la ligne noire) ; en rouge, la couche supérieure du manteau terrestre.

Le poids des chaînes des Falkland et du Cap a provoqué par isostasie l'affaissement de la croûte continentale d'Afrique australe, formant ainsi un bassin d'avant-pays sur lequel le Supergroupe du Karoo s'est déposé,,. Par la suite, les collines du super-groupe du Cap ont disparu sous les dépôts du Karoo, et n'ont réapparu qu'avec la surrection du sous-continent, il y a 180 millions d'années, puis il y a 20 millions d'années. Depuis un processus d'érosion continue a décapé plusieurs milliers de mètres d'épaisseur de dépôts sédimentaires. Mais l'érosion de la crête des montagnes du Cap a été beaucoup plus lente que celle des monts du Karoo, faits de sédiments beaucoup plus meubles, de sorte que la Ceinture plissée du Cap se détache aujourd'hui du relief d'Afrique Australe en formant des escarpements parallèles sur plus de 800 km le long des côtes occidentales d'Afrique du Sud. Elles dessinent même à vrai dire le littoral, puisqu'elles s'enfoncent tantôt jusque dans la mer, ou n'en sont séparées que par une plaine côtière relativement étroite.
La chaîne des Falkland s'était vraisemblablement réduite à de modestes collines vers le Jurassique moyen et, en amorçant sa dérive vers le sud-ouest peu après la scission du Gondwana il y a 150 millions d'années, elle a fait apparaître le continent africain, détaché le long de la Ceinture plissée du Cap. Bien qu'en comparaison avec les Andes ou les Alpes, ce massif soit extrêmement ancien, il présente un relief accidenté et même par endroits abrupt, de par sa constitution en  quartzite (cf. infra), qui l'a rendu résistant à l'érosion. La célèbre montagne de la Table fait partie de la Ceinture plissée du Cap : elle est issue des strates les plus anciennes du super-groupe du Cap, composées essentiellement de grès quartzite, dans lequel ont été découpées les impressionnantes falaises, quasi-verticales, qui constituent la dorsale de la péninsule du Cap,.
L'énorme érosion de la Ceinture plissée du Cap originelle (formée entre le Carbonifère et le début du Permien) est démontrée par le fait que la montagne de la Table, d'une altitude de 1 000 m, est un synclinal de la péninsule du Cap : cela signifie qu'elle formait une partie du fond de la vallée lorsque le super-groupe du Cap s'est dressé. L’anticlinal, point culminant de la chaîne entre la montagne de la Table et les montagnes de Hottentots Holland (altitude comprise entre 1 200 m et 1 600 m), sur le littoral opposé de l'isthme reliant la Péninsule au continent, a été érodé (cf. le diagramme ci-contre). Le socle granitique et de shale de Malmesbury forme lui aussi un anticlinal, mais ses roches plus tendres ont été rapidement arasées pour former une plaine sableuse large de 50 km, les Cape Flats.
La ceinture plissée du Cap s'étend depuis la ville de Cape Town au sud-ouest, jusqu'à la chaîne du Cederberg au nord, et Port Elizabeth à l'est.